# Inmigración india en el Reino Unido
Inmigración india en el Reino Unido o indios británicos, son ciudadanos del Reino Unido cuyas raíces ancestrales se encuentran en la India. Esto incluye a las personas nacidas en el Reino Unido que son de ascendencia india, y las personas nacidas en la India que han emigrado al Reino Unido. Hoy en día, los indios comprenden aproximadamente 1,4 millones de personas en el Reino Unido —sin incluir a los de ascendencia india y de otros tipos—, lo que los convierte en la mayor minoría étnica visible del país. Constituyen el subgrupo más grande de asiáticos británicos y son una de las comunidades indígenas más grandes de la diáspora india, principalmente debido a las relaciones entre la India y el Reino Unido —incluidos los vínculos históricos, como que India estuvo bajo el dominio colonial británico y sigue siendo parte de la Mancomunidad de Naciones—. La comunidad india británica es la sexta más grande de la diáspora india, detrás de las comunidades indias en los Estados Unidos, Arabia Saudita, los Emiratos Árabes Unidos, Malasia y Nepal. El grupo más grande de indios británicos son aquellos de origen punyabí, que representan aproximadamente el 45 por ciento de la  población india británica —según los datos de Inglaterra y Gales—, seguidos por otras comunidades, incluyendo las comunidades guyaratí, malayali y marati-
Los indios británicos son principalmente miembros de la clase media, con cifras oficiales que demuestran que los empleados indios tienen la tasa promedio por hora más alta entre todos los grupos étnicos en Gran Bretaña. Un estudio realizado por la Fundación Joseph Rowntree en 2011 encontró que los indios británicos en segundo lugar por debajo de la población británica blanca. Los estudios y las cifras oficiales han demostrado que los indios tienen más probabilidades de ser empleados en ocupaciones profesionales y de gestión, que todos los demás grupos étnicos, incluidos los británicos blancos.

## SiglosXVIIIyXIX
Población de la India se estableció en Gran Bretaña desde que la Compañía Británica de las Indias Orientales (EIC) reclutó a lascares para reemplazar las vacantes en sus tripulaciones en las Indias Orientales mientras viajaba por la India. Inicialmente, eran hombres de las comunidades indo-portuguesas o luso-asiáticas del subcontinente, incluidos hombres de Bombay, Goa, Cochín, Madrás y de la zona del río Hugli en Bengala. Más tarde, se contrataron musulmanes bengalíes y hombres de Ratnagiri. Muchos se negaron entonces a regresar y no tenían otra alternativa que establecerse en Londres. También hubo algunos ayahs, sirvientes domésticos y niñeras de familias británicas adineradas, que acompañaron a sus empleadores a Gran Bretaña cuando finalizó su estancia en el sur de Asia. Los soldados británicos a veces también se casaban con mujeres indias y enviaban a sus hijos de raza mixta a Gran Bretaña, aunque la esposa a menudo no los acompañaba. Las esposas indias de los soldados británicos a veces pedían el pasaje a casa después de ser abandonadas o viudas si acompañaban a sus hijos. En 1835, Bridget Peter, una nativa de la región de Madrás, perdió a su marido, un soldado británico que servía en el 1.er Regimiento de Su Majestad. Ella solicitó a los directores del Hospital de Chelsea «en un estado de indigencia». Pagaron para devolverla a ella y a sus tres hijos a la India.
Las Actas de Navegación de 1660 restringió el empleo de los navegantes que no eran ingleses a un cuarto de la tripulación en los barcos que regresaban a la Compañía Británica de las Indias Orientales. Los registros de bautismos en East Greenwich sugieren que se reclutó a un pequeño número de jóvenes indios de la costa de Malabar como sirvientes domésticos a fines del siglo XVII, y los registros de la EIC también sugieren que los capitanes de Goa conservaron los cocineros indo-portugueses, viaje tras viaje. En 1797, trece fueron enterrados en la parroquia de San Nicolás en Deptford.
Durante el siglo XIX, la Compañía de las Indias Orientales trajo a Gran Bretaña a miles de lascares, maestros y trabajadores indios —que eran en gran parte bengalíes y / o musulmanes— para trabajar en barcos y puertos. Algunos de los cuales se establecieron y tomaron a esposas británicas locales, en parte debido a la falta de mujeres indias en Gran Bretaña y también a su abandono debido a las restricciones a la contratación de miembros de la tripulación del sur de Asia en barcos británicos como las Actas de Navegación. Se estima que 8,000 indios, una proporción de los marineros lascar, vivían en Gran Bretaña permanentemente antes de la década de 1950. Debido a que la mayoría de los primeros inmigrantes asiáticos son lascares marineros, las primeras comunidades indias fueron encontradas en las ciudades portuarias. Los cocineros navales también llegaron, muchos de ellos de la división de Sylhet de lo que hoy es Bangladés. Uno de los primeros inmigrantes bengalíes más famosos en Gran Bretaña fue Sake Dean Mahomet, un capitán de la British East India Company. En 1810, fundó el primer restaurante indio de Londres, el Hindoostanee Coffee House. También es conocido por introducir el champú y masaje terapéutico en el Reino Unido. A mediados del siglo XIX, había más de 40,000 marinos, diplomáticos, académicos, soldados indios, funcionarios, turistas, hombres de negocios y estudiantes en Gran Bretaña, la mayoría de ellos marineros que trabajan en barcos británicos, Los lascares se alojaban en puertos británicos entre viajes. La mayoría de los indios durante este período visitaban o residían en Gran Bretaña temporalmente, y regresaban a la India después de meses o varios años, trayendo de vuelta el conocimiento sobre Gran Bretaña en el proceso.

## SigloXX
El censo de la India de 1931 estimó que había al menos 2,000 estudiantes indios en Inglaterra y en las universidades escocesas en ese momento, de una población estimada y mayoritariamente masculina de 9,243 asiáticos del sur en el continente británico, de los cuales 7,128 residían en Inglaterra y Gales, Dos mil en Escocia, mil en Irlanda del Norte y uno en la Isla de Man. Sus orígenes fueron registrados como:
|                      | Inglaterra y Gales | Inglaterra y Gales | Inglaterra y Gales | Irlanda del Norte | Irlanda del Norte | Irlanda del Norte | Escocia | Escocia   | Escocia  |
| Región de nacimiento | Total              | Masculino          | Femenino           | Total             | Masculino         | Femenino          | Total   | Masculino | Femenino |
| -------------------- | ------------------ | ------------------ | ------------------ | ----------------- | ----------------- | ----------------- | ------- | --------- | -------- |
| Bengala              | 3,229              | 2,189              | 40                 | -                 | -                 | -                 | 615     | 614       | 1        |
| Bombay               | 929                | 851                | 78                 | -                 | -                 | -                 | 261     | 257       | 4        |
| Madrás               | 382                | 342                | 40                 | -                 | -                 | -                 | 84      | 79        | 5        |
| Punjab               | 1,088              | 1,062              | 26                 | -                 | -                 | -                 | 374     | 374       | -        |
| Otras provincias     | 1,867              | 1,779              | 88                 | -                 | -                 | -                 | 357     | 353       | 4        |
| No especificado      | 634                | 621                | 13                 | 1,003             | 485               | 518               | 312     | 309       | 3        |
| India británica      | 7,179              | 6,844              | 285                | 1,003             | 485               | 518               | 2,003   | 1986      | 17       |

En 1932, la encuesta del Congreso Nacional Indio de «todos los indios fuera de la India" —que incluía los territorios modernos de Pakistán y Bangladés— estimó que había 7,128 indios viviendo en el Reino Unido, que incluían estudiantes, lascares y profesionales como médicos. La población india de Birmingham se registró en 100 en 1939. En 1945 era de 1.000.
Después de la Segunda Guerra Mundial y la ruptura del Imperio Británico, la migración india al Reino Unido aumentó a lo largo de los años cincuenta y sesenta. Esto se debió en parte al Acta de nacionalidad británica de 1948, que permitió la migración de la Mancomunidad de Naciones con muy pocos límites. En 1950 había probablemente menos de 20,000 residentes no blancos en Gran Bretaña, casi todos nacidos en el extranjero. El Acta de Inmigrantes del Commonwealth de 1962 y el Acta de inmigración de 1971 restringieron en gran medida cualquier inmigración primaria adicional, aunque los familiares de migrantes ya asentados todavía estaban permitidos. Además, gran parte del crecimiento posterior en la comunidad india británica se debe a los nacimientos de británicos indios de segunda y tercera generación.
Aunque la inmigración de posguerra fue continua, se pueden identificar varias fases distintas:
- los trabajadores fueron reclutados para cubrir la escasez de mano de obra que resultó de la Segunda Guerra Mundial. Estos incluían a los anglo-indios que fueron reclutados para trabajar en los ferrocarriles como lo habían hecho en la India;
- los trabajadores, principalmente de las regiones de Punjab y Guyarat, llegaron de la India a fines de los años cincuenta y sesenta. Muchos trabajaron en las fundiciones de las Tierras Medias. Grandes cantidades de guyaratis trabajaron en el sector de fabricación textil en las ciudades industriales del noroeste de Blackburn, Dewsbury, Bolton, Lancaster, Mánchester y Preston. Los sikh que venían a Londres o bien emigraron al este para establecer negocios donde se encontraban los elementos mayoristas, minoristas y de fabricación de la industria textil. Muchos sikhs también se trasladaron al oeste de Londres y tomaron un empleo en el aeropuerto de Heathrow y las industrias asociadas y en las plantas y fábricas de las principales marcas, como Nestlé.

| Año             | Población india británica |
| --------------- | ------------------------- |
| 1931 (estimate) | 10,186                    |
| 1932 (estimado) | 7,128                     |
| 1951 (estimado) | 31,000                    |
| 1961 (estimado) | 81,000                    |
| 1971 (estimado) | 375,000                   |
| 1981 (estimado) | 676,000                   |
| 1991 (censo)    | 840,000                   |
| 2001 (censo)    | 1,053,411 (1.79%)         |
| 2011 (censo)    | 1,451,862 (2.30%)         |

- Durante el mismo período, se reclutó personal médico de la India para el recién formado Servicio Nacional de Salud (Reino Unido). Estas personas fueron contratadas porque los británicos habían establecido escuelas de medicina en el subcontinente indio que se ajustaban a los estándares británicos de formación médica.
- Durante los años sesenta y setenta, un gran número de indios de África oriental, predominantemente guyaratis, pero también un número considerable de punjabis que ya tenían pasaportes británicos, ingresaron al Reino Unido después de ser expulsados de Kenia, Uganda y Zanzíbar. Muchas de estas personas habían sido comerciantes y minoristas mayoristas en África y abrieron tiendas cuando llegaron al Reino Unido. En 2001, los indios de África oriental representaban el 16% del total de la población india británica.[23]

### SigloXXI
A principios del siglo XXI, la comunidad india británica había crecido en más de un millón. Según el censo del Reino Unido de 2001, 1 053 411 británicos tenían etnia india completa —que representa el 1,8 % de la población del Reino Unido—. Una abrumadora mayoría del 99,3 % residía en Inglaterra —en 2008 se estima que la cifra ronda el 97,0%—. En el período de nueve años entre 2001 y 2010, el número de personas nacidas en la India en el Reino Unido ha aumentado en tamaño en un 43%, de 467,634 a alrededor de 669,000 —un aumento de más de 200,000—.

## Demografía
| Región de nacimiento        | Porcentaje del total |
| --------------------------- | -------------------- |
| Reino Unido                 | 45.9%                |
| Inglaterra                  | 44.8%                |
| Escocia                     | 0.7%                 |
| Gales                       | 0.3%                 |
| Irlanda del Norte           | <0.05%               |
| Reino Unido no especificado | 0.1%                 |
| Resto Europa                | 0.2%                 |
| África                      | 16.0%                |
| Kenia                       | 7.9%                 |
| Uganda                      | 2.9%                 |
| Tanzania                    | 1.9%                 |
| Resto de África             | 3.3%                 |
| Asia                        | 36.6 %               |
| India                       | 34.6 %               |
| Resto de Asia               | 2.1 %                |
| Norteamérica                | 0.3 %                |
| Sudamérica                  | 0.2 %                |
| Oceanía                     | 0.2 %                |
| Otros                       | 0.6 %                |

### Población
El censo del Reino Unido de 2011 registró 1 451 862 residentes de etnia india, que representan el 2,3 % de la población total del Reino Unido —sin incluir a los de origen étnico mixto—. La cifra equivalente del censo de 2001 fue de 1 053 411 —1,8 % del total de la población del Reino Unido)—.
Las personas nacidas en la India son la mayor población extranjera nacida en el Reino Unido, con un total estimado de 734,000 en 2013.
Según el censo de 2011, las ciudades con más residentes de origen indio son Londres (262,247), Leicester (37,224), Birmingham (27,206), Sandwell (15,190), Wolverhampton (14,955). Hoy en día hay un número considerable de indios británicos que tienen ascendencia a través del —Caribe, África del Sur y del África del Este incluidas partes de las comunidades británica ugandesa, británica de Kenia y británica de Tanzania.

### Etnicidad
En el censo del Reino Unido de 2001, los indios en el Reino Unido tenían más probabilidades de haber respondido a códigos de etnia del censo del Reino Unido 2001 código 41: indio o indio británico. Indio fue una de las cinco subcategorías en el censo del Reino Unido que representa una nación —junto con irlandesa, pakistaní, bangladés, y chino—.
India es una nación diversa compuesta de muchos grupos étnicos. Esto se refleja en la comunidad india británica, aunque hay varios grupos étnicos que son considerablemente más numerosos que otros.
El pueblo punjabí representa aproximadamente el 45 por ciento de los indios que viven en el Reino Unido, según los datos de Inglaterra y Gales. Los guyaratis británicos también son otro gran subgrupo de la población india británica y forman la mayor población de guyaratis en el extranjero en el mundo, siendo más grande que las estas comunidades combinadas de la ciudad de Nueva York y Toronto —que son la segunda y tercera más grande, respectivamente—. Junto a los punjabis y guyaratis, también hay un gran número de tamiles. Hay una gran comunidad procedente de Goa en Swindon, con comunidades más pequeñas en Hayes y Cranford. Hay un número significativo de indios británicos originarios de Kerala y Andhra Pradesh.

## Distribución de población
La siguiente tabla muestra la dispersión de los indios en el Reino Unido. Las cifras de todos los países, regiones, ciudades y municipios se basan en el censo de 2011.
| Región                                    | Población de la región | Población india | Percentaje de la población total | Comunidades significativas                                                                                                  |
| ----------------------------------------- | ---------------------- | --------------- | -------------------------------- | --- |
| Región de Gran Londres                    | 8,173,941              | 542,857         | 6.6%                             | Harrow - 26.4% Hounslow - 19.0% Brent - 18.6% Redbridge - 16.4% Ealing - 14.3% Newham - 13.8% Hillingdon - 13.4%            |
| Región de las Tierras Medias Occidentales | 2,736,460              | 185,271         | 3.9%                             | Wolverhampton - 12.9% Sandwell - 10.2% Coventry - 8.8% Walsall - 6.1% Birmingham - 6.0%                                     |
| Región del Sudeste de Inglaterra          | 8,634,750              | 152,132         | 1.8%                             | Slough - 15.6% |
| Región de las Tierras Medias Orientales   | 4,451,200              | 86,736          | 3.20%                            | Leicester - 18.7% Oadby and Wigston - 10.7% Blaby - 5.7% Charnwood - 5.1% Nottingham - 4.5% Derby - 3.5% Northampton - 3.5% |
| Región del Este de Inglaterra             | 5,846,965              | 115,600         | 1.5%                             | Three Rivers - 6.0% Watford - 5.5% Bedford - 5.2% Luton - 5.2%                                                              |
| Región del Noroeste de Inglaterra         | 7,052,177              | 107,353         | 1.5%                             | Blackburn - 12.1% Preston - 10.3% Bolton - 7.8% Trafford - 2.8% Mánchester - 2.3%                                           |
| Región de Yorkshire y Humber              | 5,283,733              | 69,252          | 1.3%                             | Kirklees - 4.9% Bradford - 2.6% Leeds - 2.1% Sheffield - 1.1%                                                               |
| Región del Sudoeste de Inglaterra         | 5,288,935              | 34,188          | 0.6%                             | Swindon - 3.3% Gloucester - 2.6% Bristol - 1.5%                                                                             |
| Región del Nordeste de Inglaterra         | 2,596,886              | 15,817          | 0.6%                             | Newcastle upon Tyne - 2.9%                                                                                                  |
| Escocia                                   | 5,295,403              | 32,706          | 0.6%                             | Glasgow - 1.5% Aberdeen - 1.5% Edinburgo - 1.4%                                                                             |
| Gales                                     | 3,063,456              | 17,256          | 0.6%                             | Cardiff - 2.3% |
| Irlanda del Norte                         | 1,810,863              | 6,198           | 0.1%                             | Belfast - 0.8% |

### Comunidades

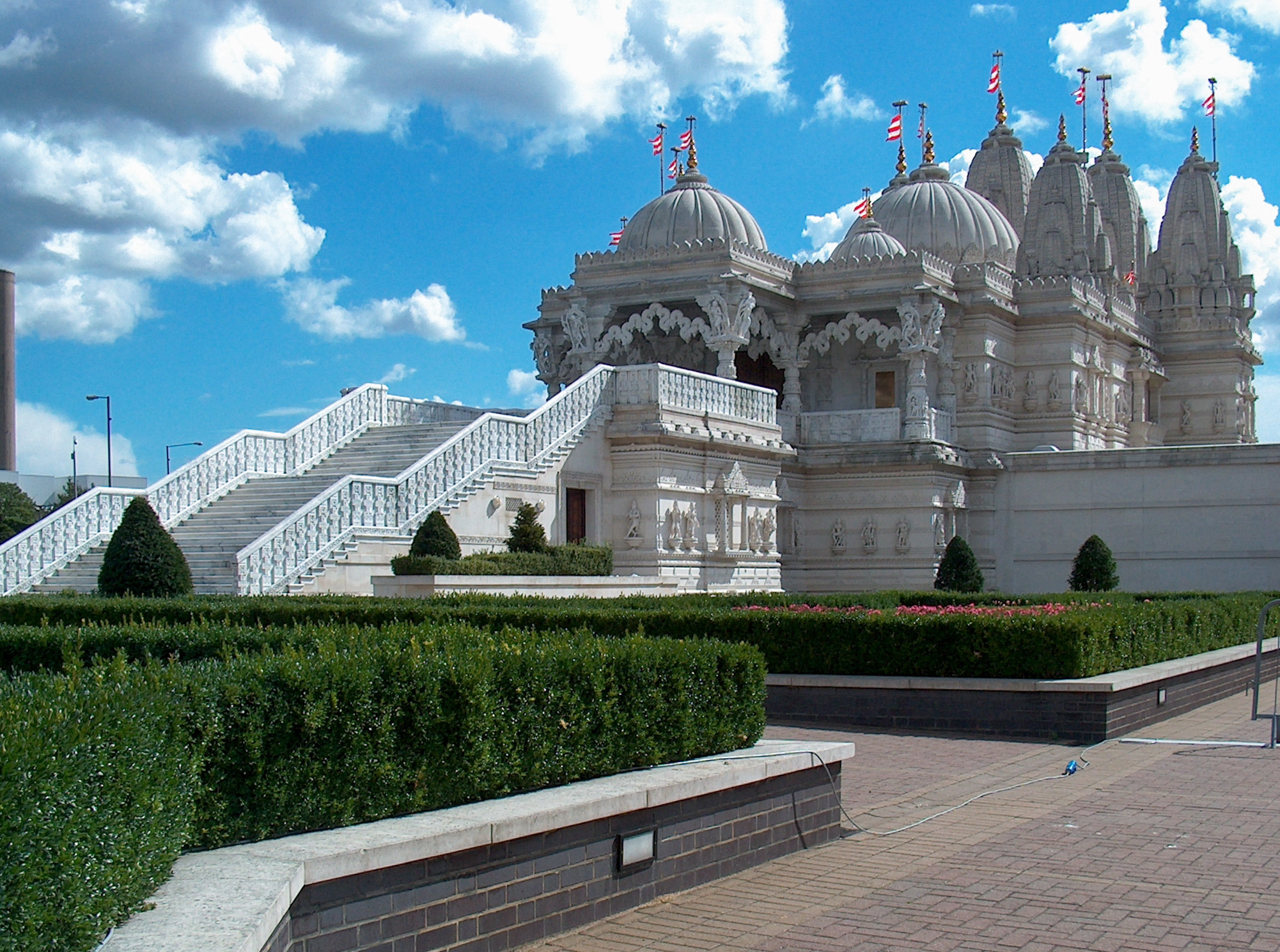
El BAPS Shri Swaminarayan Mandir de Londres es uno de los templos hindúes más grandes del mundo fuera de la India.

Los indios suman más de medio millón en Londres, que es el grupo étnico no blanco más grande de la ciudad. Los indios tienen un impacto significativo en la cultura de la capital británica. Dentro de Londres, Southall, Hounslow, Brent, Croydon, Redbridge, Ealing, Barnet, Tooting, Harrow y Wembley, este último es uno de los pocos lugares fuera de la India donde los indios constituyen el grupo étnico más grande —casi cuatro veces más grande que la población británica blanca—. Hay más indios en la capital británica que en los Países Bajos, Alemania, Francia, Italia y Portugal juntos. El Indian Overseas Congress UK es una organización de la diáspora india en el Reino Unido, afiliada al Congreso Nacional Indio (Congreso (I), y se formó en 1969.

#### Leicester
Leicester pronto se convertirá en la primera ciudad del Reino Unido con mayoría de minorías étnicas, y los indios constituyen, con diferencia, el grupo étnico más grande, además del británico blanco. En el 18.7% de la población local en 2009, Leicester tiene uno de los porcentajes más altos de indios por cabeza de la población de cualquier autoridad local en el Reino Unido. Según el censo del Reino Unido de 2001, el 14,74% de la población de Leicester era hindú y el 4,21% sikh. El guyaratí es el idioma principal de 16% de los residentes de la ciudad, 3% panyabí y 2% urdu. Otros grupos de idiomas más pequeños pero comunes incluyen hindi y bengalí.

#### Territorios de ultramar
Hay comunidades indias  en los territorios de ultramar del Reino Unido, como las comunidades en Gibraltar, las Islas Caimán, las Islas Vírgenes Británicas, Anguila y Montserrat. La mayoría de la comunidad en Gibraltar se originó en Hyderabad y llegó como comerciante después de la apertura del Canal de Suez en 1870; muchos otros emigraron como trabajadores después del cierre de la frontera con España en 1969 para reemplazar a los españoles.

### Religión

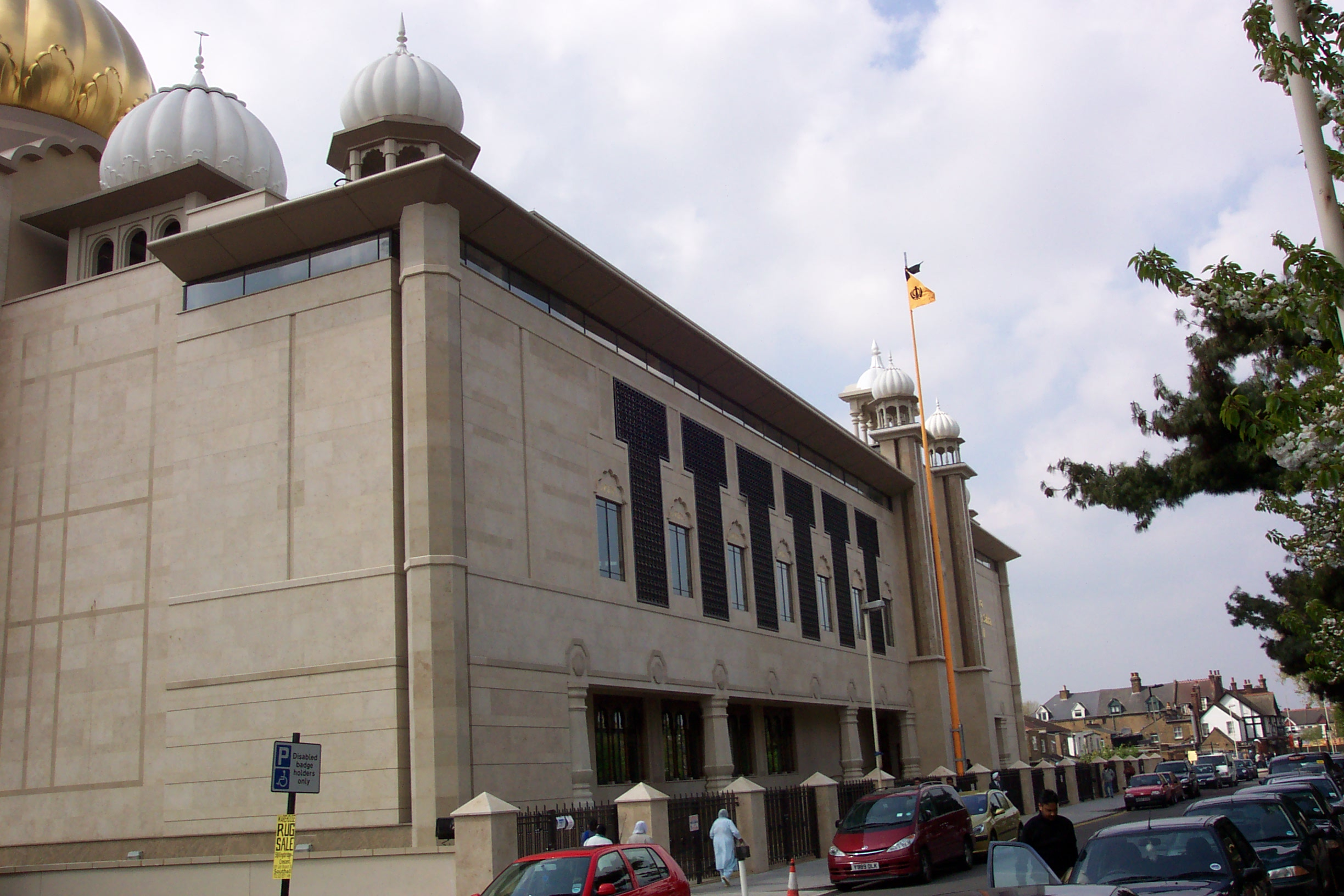
Entrada principal del Gurdwara Sri Guru Singh Sabha, en Londres.

El desglose de religiones que profesan los indios de Inglaterra y Gales, según las cifras del censo de 2011, puede verse en la siguiente tabla.  Aunque la mayoría de los indios británicos son hindúes, en el Reino Unido vive la segunda comunidad sij más grande fuera de la India. Los templos hindúes más destacados son BAPS Shri Swaminarayan Mandir de Londres —el mayor templo hindú fuera de la India—, Bhaktivedanta Manor, Shree Jalaram Prarthana Mandal, Skanda Vale, Sree Ganapathy Temple, Wimbledon y Tividale Tirupathy Balaji Temple. Gurdwaras notables en el país son Gurdwara Sri Guru Singh Sabha, Guru Nanak Gurdwara Smethwick y Guru Nanak Nishkam Sevak Jatha. También hay un número significativo de indios británicos musulmanes y cristianos, así como miembros de la comunidad de la religión ravidassia con su templo principal (Bhawan) en Handsworth, Birmingham. Una de las mayores comunidades cristianas de indios británicos es la de los católicos de Goa, que proceden principalmente de África oriental, pero también directamente de Goa, de Aden, de Pakistán y de los países del Golfo Pérsico. El Reino Unido también alberga una de las mayores comunidades ravidassias fuera de la India, lo cual fue reconocido por primera vez por el censo de 2011.
Desde principios del siglo XXI, los sijes también están apoyando que se les cuente por separado: en noviembre de 2009, el diputado Virendra Sharma se reunió con representantes de la comunidad sij para presionar al parlamento y declaró que «es vital que la Oficina de Estadísticas Nacionales reconozca la importancia de la comunidad sij y proporcione este monitoreo en el próximo censo [en referencia al de 2011]».
| Religión         | Porcentaje de la población india en Inglaterra y Gales |
| ---------------- | ------------------------------------------------------ |
| Hinduismo        | 44.02%                                                 |
| Sijismo          | 22.15%                                                 |
| Islam            | 13.95%                                                 |
| Cristianismo     | 9.62%                                                  |
| No se indica     | 4.47%                                                  |
| No religión      | 3.13%                                                  |
| Budismo          | 0.26%                                                  |
| Judaísmo         | 0.06%                                                  |
| Otras religiones | 2.34%                                                  |
| Total            | 100%                                                   |

## Cultura

### Gastronomía

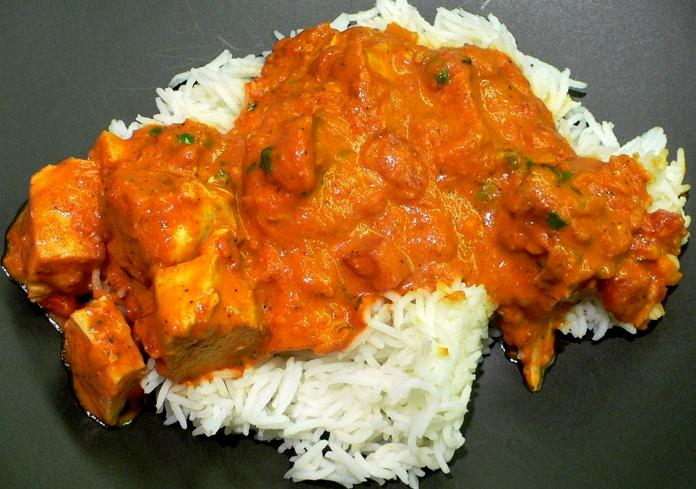
Pollo tikka masala, servido encima de arroz.

La cocina india es extremadamente popular en el Reino Unido. El plato híbrido pollo tikka masala siempre aparece como la comida favorita del Reino Unido. El plato probablemente se originó en la comunidad británica de Bangladés, que administra la mayoría de los restaurantes indios en el Reino Unido. Hay alrededor de 9,000 restaurantes indios ubicados en todo el Reino Unido. La popularidad del curry indio en el Reino Unido fue conseguida principalmente por los indios del sur, bangladesíes y punyabíes, donde el 85 por ciento de los restaurantes indios en el Reino Unido son propiedad de los bengalíes Sylhet de Bangladés. Más de 2 millones de británicos comen en restaurantes indios en el Reino Unido cada semana, con otros 3 millones cocinando al menos una comida india en casa durante la semana.

### Cine y televisión

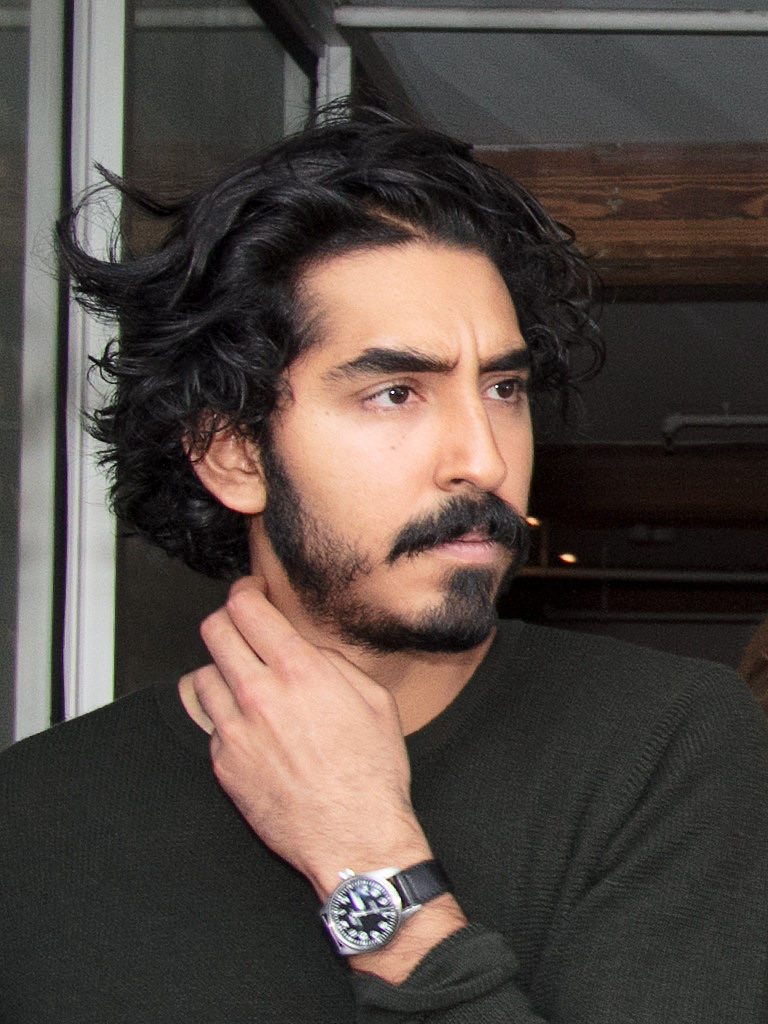
El actor indio británico Dev Patel en el 2016.

Entre las películas notables se encuentran Bend It Like Beckham, cuya historia gira en torno a la vida de los británicos indios, y Slumdog Millionaire, una película dramática británica ambientada en Mumbai protagonizada por el actor indio británico Dev Patel en el papel principal. Este último ha ganado cuatro Premios Globo de Oro, siete Premios BAFTA y ocho Premios Óscar. El exótico Hotel Marigold, una película británica ambientada en la India, que fue nominada a dos Globos de Oro y un BAFTA, con una recaudación de US $ 31 millones al final de la campaña en el Reino Unido.  Además de las películas basadas en la India producidas por los británicos, hay muchas producciones de Bollywood que se han filmado en el Reino Unido, como Amor contra viento y marea, Yaadein, Kabhi Khushi Kabhie Gham y Jab Tak Hai Jaan. La siguiente es una lista parcial de películas y series de televisión basadas en la vida de los británicos indios o británicos, películas británicas filmadas en la India o con un tema de la India o tienen actores indios británicos:
- Autobiography of a Princess (1975)
- Hullabaloo Over Georgie and Bonnie's Pictures (1978)
- Gandhi (1982) - Con el actor indio británico Ben Kingsley en el papel de Gandhi.
- Pasaje a la India (1984) - Película ambientada a principios del siglo XX en la India.
- Mi hermosa lavandería (1985) - Una película definitoria de la era Thatcher con protagonistas asiáticos británicos.
- Sammy and Rosie Get Laid (1987)
- Bhaji on the Beach (1993) -  Una película de Gurinder Chadha que describe la vida de un grupo de mujeres asiáticas del oeste de Londres.
- The Buddha of Suburbia (serie de televisión) (1993)
- Bend It Like Beckham (2002) - Una película de Gurinder Chadha describe la vida de una familia sij de Londres..
- El gurú del sexo (2002)
- Bodas y prejuicios (2004) - Gurinder Chadha asuma la obra de Jane Austen Orgullo y Prejuicio con un escenario internacional de locaciones y actores.
- Slumdog Millionaire (2008) - Película ambientada en Mumbai con el londinense Dev Patel en el papel principal.
- El exótico Hotel Marigold (2012) -Película ambientada en Rajasthan con Dev Patel en un importante papel.

### Música

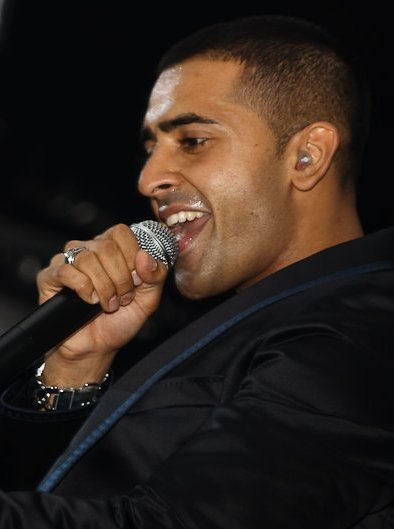
Jay Sean ha irrumpido recientemente en el mercado mundial de la música y ya es el artista urbano masculino europeo más exitoso en la historia de las listas estadounidenses.

La influencia india en la música popular británica se remonta al desarrollo del raga rock por bandas de rock británicas como The Beatles y The Rolling Stones; varias canciones de los Beatles (como «Within You Without You») también presentaban músicos indios con sede en Londres.  Hoy en día, los músicos indios británicos existen en casi todos los campos y géneros. Sin embargo, hay un número extremadamente grande de artistas bhangra que cimentar el Reino Unido como la fortaleza de la música tradicional india fuera de la India, aunque esta es una música Panyab realizado principalmente por la Comunidad sij. Los notables actos del Bhangra de la India británica incluyen Panjabi MC, Rishi Rich, Juggy D, Jay Sean, DCS y Sukshinder Shinda. El famoso cantante y compositor Freddie Mercury —exmiembro de la banda de rock Queen— nació en la isla de Zanzíbar de padres parsi, originarios de la zona de Guyarat en la India. Mercury y su familia huyeron cuando tenía 17 años debido a la Revolución de Zanzíbar; sigue siendo uno de los músicos indios británicos más famosos de todos los tiempos. Otros músicos indios británicos de fama mundial incluyen Biddu, que produjo una serie de éxitos de disco en todo el mundo, como "Kung Fu Fighting", uno de los sencillos más vendidos de todos los tiempos con once millones de discos en todo el mundo, y Apache Indian, que también tuvo éxitos mundiales como "Boom Shack-A-Lak". Jay Sean, cuyos padres emigraron al Reino Unido desde la región de Punjab, es el primer artista asiático británico que alcanza el puesto número 1 en el Billboard Hot 100 con su sencillo "Down" vendiendo más de cuatro millones de copias en los Estados Unidos, lo que lo convierte en «el artista urbano masculino del Reino Unido con más éxito en la historia de la historia de los Estados Unidos».

### Televisión

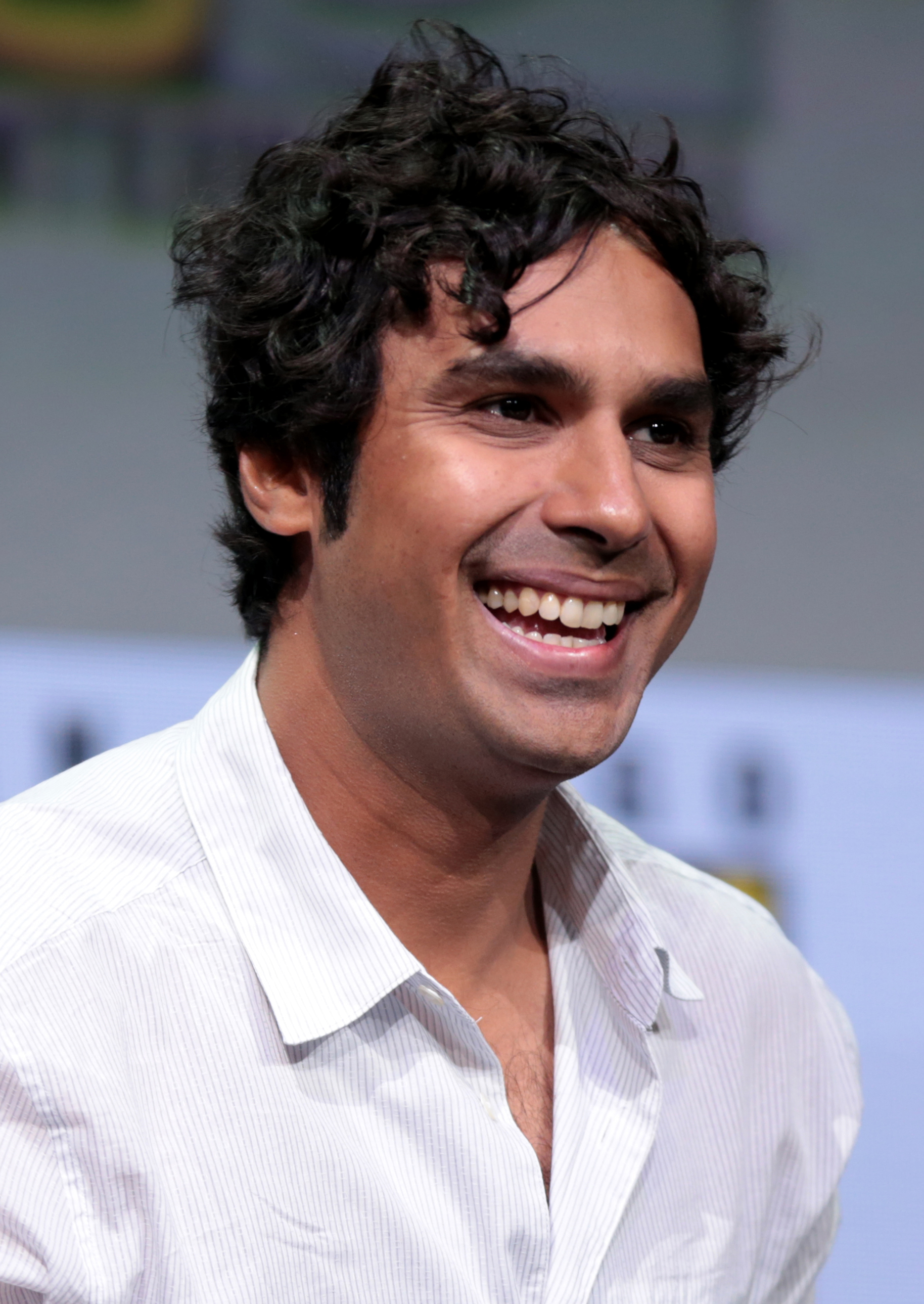
El actor Kunal Nayyar, en el año 2017.

Las telenovelas británicas de larga duración como Coronation Street, EastEnders, Emmerdale y Hollyoaks han tenido un número significativo de personajes indios, mientras que series británicas más cortas como The Jewel in the Crown y Skins también cuentan con personajes indios británicos. De lejos, los programas de televisión indios británicos más notables son Goodness Gracious Me y The Kumars en el No. 42, un programa de entrevistas que protagoniza a muchos actores indios británicos famosos como Sanjeev Bhaskar, Meera Syal, Indira Joshi y Vincent Ebrahim. Los actores indios británicos no únicamente tienen una fuerte presencia en el Reino Unido, sino también en los Estados Unidos,donde Parminder Nagra, Naveen Andrews y Kunal Nayyar —que son todos británicos de origen indio— han encontrado la fama en ER, Lost, The Big Bang Theory y Desperate Housewives respectivamente, aunque Parminder Nagra es la única que retrata a un ciudadano británico real de ascendencia india. Hay docenas de canales dirigidos a la comunidad india británica disponibles en satélite y cable, que incluyen: 
| Propiedad india   | Canal de Sky UK | Canal de Virgin Media | Otros                     |
| ----------------- | --------------- | --------------------- | ------------------------- |
| Sony TV Asia      | 782             | 806                   | N/A                       |
| STAR One          | 783             | N/A                   | N/A                       |
| STAR Plus         | 784             | 803                   | N/A                       |
| Zee TV            | 788             | 809                   | Canal 808 Tiscali TV (UK) |
| Zee Music         | 789             | N/A                   | N/A                       |
| Zee Cinema        | 617             | 810                   | N/A                       |
| Alpha ETC Punjabi | 798             | 812                   | N/A                       |
| SET Max           | 800             | 806                   | N/A                       |
| Aastha TV         | 807             | N/A                   | N/A                       |
| STAR News         | 808             | 802                   | N/A                       |
| STAR Gold         | 809             | N/A                   | N/A                       |
| Zee Gujarati      | 811             | N/A                   | N/A                       |
| SAB TV            | 816             | N/A                   | N/A                       |
| Sahara One        | 817             | N/A                   | N/A                       |
| Aaj Tak           | 818             | N/A                   | N/A                       |
| Peace TV          | 820             | N/A                   | N/A                       |
| Zee Jaagran       | 838             | N/A                   | N/A                       |

| Propiedad conjunta | Canal Sky UK | Canal Virgin Media | Otros               |
| ------------------ | ------------ | ------------------ | ------------------- |
| B4U Movies         | 780          | 815                | N/A                 |
| B4U Music          | 781          | 816                | Canal 504 (Freesat) |
| 9X                 | 828          | N/A                | Canal 662 (Freesat) |
| 9X M               | 829          | N/A                | N/A                 |
| NDTV Imagine       | 831          | N/A                | N/A                 |

| Propiedad británica | Canal Sky UK | Canal Virgin Media | Otros |
| ------------------- | ------------ | ------------------ | ----- |
| MATV                | 793          | 823                | N/A   |

### Radio
La BBC Asian Network es una emisora de radio disponible en todo el Reino Unido que está dirigida principalmente a británicos de origen sudafricano menores de 35 años. Además de esta estación popular, hay algunas otras estaciones de radio nacionales para o dirigidas por la comunidad india británica, incluidas Sunrise y Yarr Radios. Las emisoras indias británicas regionales incluyen Asian Sound of Manchester, Hindu Sanskar y Sabras Radios de Leicester, Kismat Radio de Londres, Radio XL de Birmingham y Sunrise Radio Yorkshire con sede en Bradford —que a su vez tiene una comunidad pakistaní mucho más grande que la india.—

## Cuestiones sociales

### Política

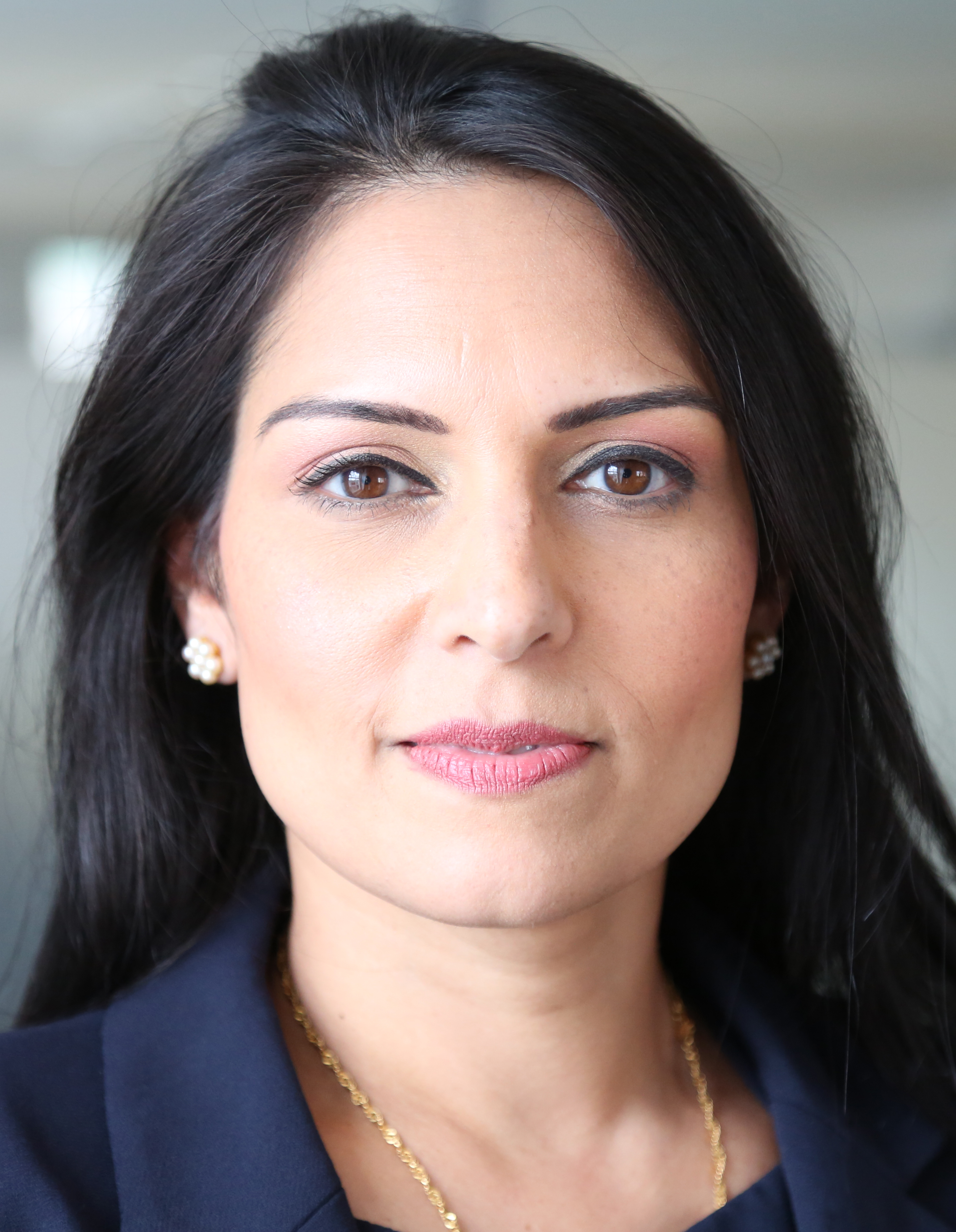
La diputada del Partido Conservador Priti Patel, antigua Secretaria del Estado para el Desarrollo Internacional.

Los indios británicos han tendido históricamente a votar por el Partido Laborista, debido a los fuertes vínculos con las sucursales locales del partido y al grado de voto de la comunidad, pero se ha argumentado que la asimilación de los indios británicos más jóvenes y el consiguiente debilitamiento de los lazos comunitarios y los lazos políticos parentales, esta relación ha comenzado a romperse. La modernización del Partido Conservador y los esfuerzos para atraer votantes indios británicos también han contribuido a cambiar las afiliaciones políticas. El estudio de las elecciones británicas de minorías étnicas estimó que el 61 por ciento de los indios británicos votaron por el Partido Laborista en las elecciones generales de 2010, el 24 por ciento al Conservador y el 13 por ciento al Liberal Demócrata. La investigación académica en la preparación para la elección general de 2015 indicó que el 69 por ciento de los indios británicos apoyaba el laborista y el 24 por ciento los conservadores. El 60% de los pakistaníes británicos y el 85% de los británicos de Bangladés apoyaron a los laboristas. En 2015, el asiento del Partido Conservador más seguro en el Reino Unido fue entregado a un indio británico. Una encuesta posterior a las elecciones realizada por British Future encontró que, en 2015, el 49 por ciento de los hindúes y los sij británicos votaron como conservadores y el 41 por ciento laboristas. En contraste, un informe del grupo de expertos Theos después de las elecciones generales de 2010 encontró que el Partido Laborista tenía una ventaja de 13 puntos porcentuales sobre los conservadores entre los entre los hindúes y 48.5 puntos porcentuales entre los sij.

### Sistemas de castas
Varios hindúes y sij británicos aún se adhieren al sistema de castas y siguen buscando matrimonio con individuos que pertenecen a categorías de castas similares. Ha habido varios incidentes relacionados con el abuso de los hindúes británicos de baja casta, conocidos como dalit, por parte de individuos de castas superiores en escuelas y lugares de trabajo. Sin embargo, otros hindúes dicen que la discriminación de casta es una cosa del pasado en Gran Bretaña, y que la comunidad asiática ha avanzado.

### Aborto femenino
Según un estudio publicado por la Universidad de Oxford, 1.500 niñas faltan en los registros de nacimiento en Inglaterra y Gales durante un período de 15 años desde 1990 hasta 2005. La gran mayoría de los abortos se realizan en la India. Los informes sugieren que los abortos rechazados en el NHS obligan a algunos indios británicos a viajar a la India para el procedimiento. También ha habido casos en los que médicos indios británicos que transmitieron detalles a sus pacientes sobre clínicas en el extranjero que ofrecen exámenes selectivos de sexo y abortos para mujeres que han superado el límite de aborto de 24 semanas aceptables en el Reino Unido.

### Discriminación
La discriminación contra las personas de origen indio en el Reino Unido no está completamente extendida, pero se sabe que ocurre en ciertos casos. 

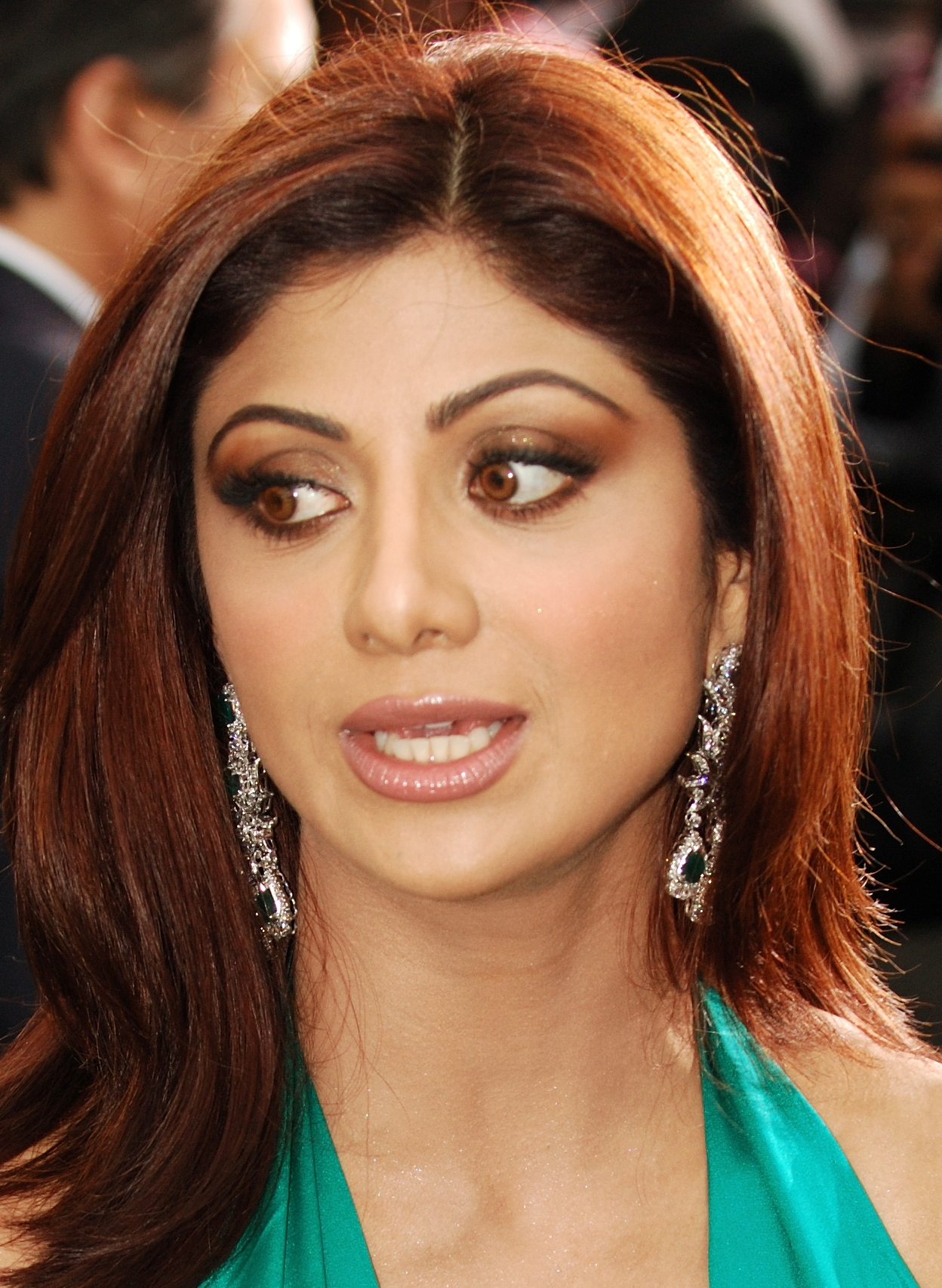
La actriz Shilpa Shetty en los Premios IIFA (2007)

Un ejemplo notable de sentimiento antiindio en el Reino Unido es la controversia sobre el racismo del programa Celebrity Big Brother de 2007 que recibió una importante cobertura de los medios. Las concursantes blancas Jade Goody —que es de raza mixta—, Danielle Lloyd y Jo O'Meara fueron vistas haciendo burlas por su acento de la actriz de Bollywood Shilpa Shetty, con insultos como "perra" o "puta paki" —(calificativo despectivo que emplean los británicos para referirse a los pakistanís—. También persistieron en burlarse de partes generales de la cultura india. El canal 4 examinó los argumentos entre los participantes, que recibieron más de 50,000 quejas. La controversia generó más de 300 artículos periodísticos en Gran Bretaña, 1,200 en periódicos en inglés en todo el mundo, 3,900 artículos de noticias en idiomas extranjeros y 22,000 publicaciones de blogs en Internet. Shetty, que reaccionó con calma a las provocaciones y acabó ganando el programa, con su caso provocó la intervención incluso del Gobierno de Tony Blair ante las protestas de los televidentes y la repulsa nacional e internacional.

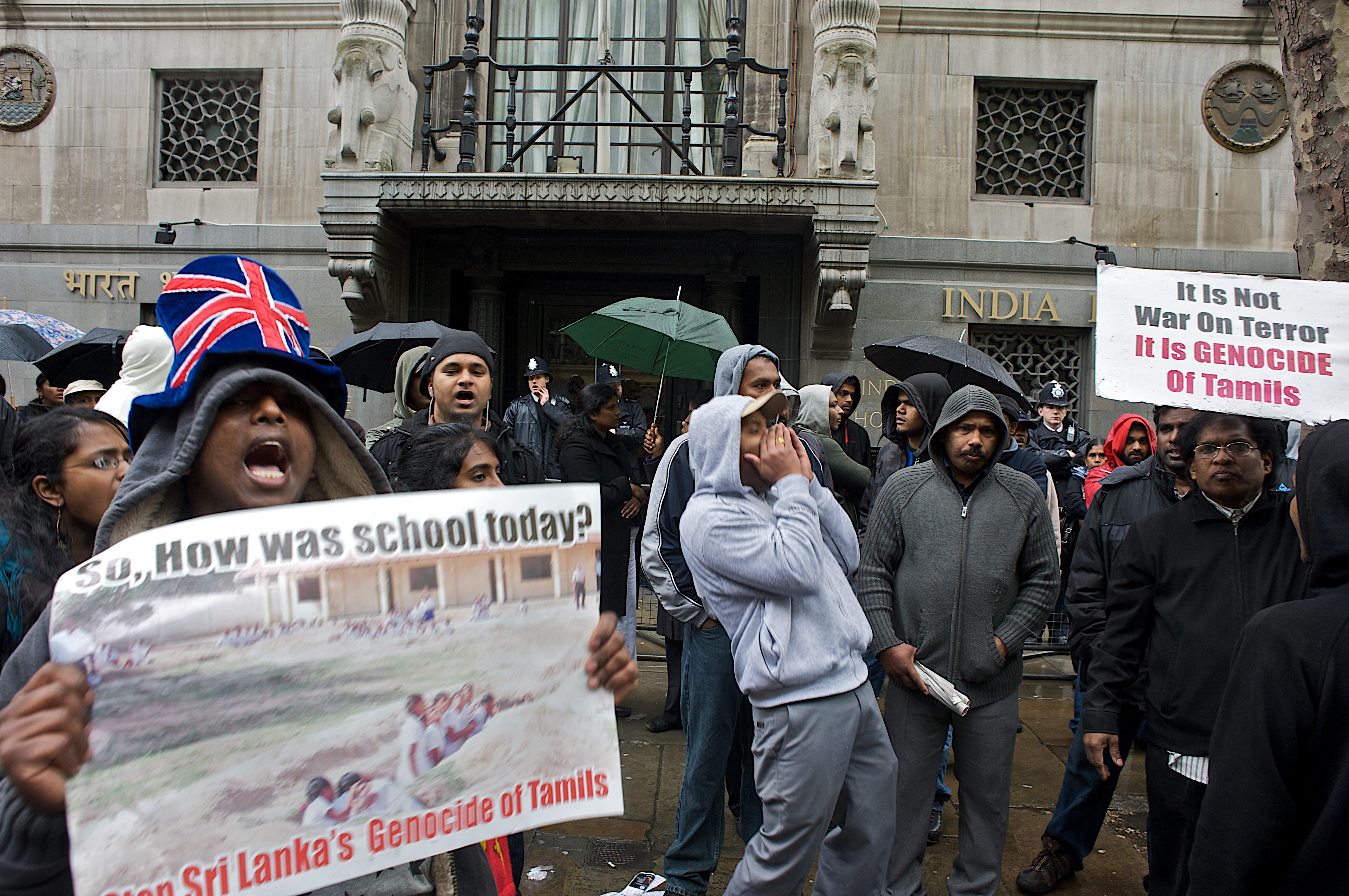
Tamiles protestando contra la Guerra Civil de Sri Lanka frente de la Casa de la India en Londres

Otro ejemplo de discriminación es la Expulsión de asiáticos en Uganda en 1972 —una decisión tomada por el presidente de Uganda para una limpieza étnica del país— que llevó a decenas de miles de indios de África Oriental a trasladarse al Reino Unido para comenzar una nueva vida, la mayoría de ellos ya tenían pasaportes británicos, debido a que Uganda en ese momento era parte del Imperio Británico. Otros ejemplos de discriminación hacia los indios británicos en la población general incluyen el caso de Chetankumar Meshram, de 27 años de edad, un entrenador del centro de llamadas de Northampton que recibió una indemnización de 5,000 £ después de que su jefe le dijo que iba a ser reemplazado por un mejor hablante de inglés. También Meena Sagoo, de 42 años, exige más de 100,000 £ después de que ella y una compañera de trabajo de ING Bank de Sri Lankan heritage les llamaran The Kumars en el número 42 —después del popular programa de comedia de televisión del mismo nombre—. Se ha observado que el mismo banco pagó 20,000 £ a un trabajador de origen chino que también reclamó el acoso racial.

### Estatus económico
Un estudio realizado por la Fundación Joseph Rowntree en 2007 mostró que los indios británicos se encuentran entre los índices de pobreza menos bajos entre los diferentes grupos étnicos en Gran Bretaña, en segundo lugar después de los blancos británicos. De los diferentes grupos étnicos, los de Bangladés (65%), los pakistanís (55%) y los negros africanos (45%) tuvieron las tasas más altas de pobreza; Los caribeños negros (30%), los indios (25%), los blancos (25%) y los británicos blancos (20%) tuvieron las tasas más bajas.

Según las cifras oficiales del Gobierno del Reino Unido de 2016, los indios británicos tenían la tasa de empleo más alta de todas las minorías étnicas con un 73%; la tasa general de empleo en el Reino Unido es del 74%, y la tasa de empleo para los blancos británicos es del 75%. La tasa de desempleo de los indios británicos fue del 5% en 2016, la más baja de todas las minorías étnicas. La tasa de desempleo general en el Reino Unido en 2016 fue del 5%, y la tasa de desempleo para los blancos británicos era del 4%.
Los sij son, en promedio, los indios más ricos y el segundo grupo religioso más rico, después de los judíos, en el Reino Unido, con una riqueza familiar media de 229,000 £.
El informe del Panel Nacional de Igualdad en 2012 encontró que los hogares indio británicos son los más ricos entre los principales grupos étnicos británicos. Su riqueza media total es de alrededor de 204,000 £, muy cerca del británico blanco:
| Grupo étnico     | Riqueza total media |
| ---------------- | ------------------- |
| Blanco británico | £221,000            |
| Indio            | £204,000            |
| Pakistaní        | £97,000             |
| Caribe negro     | £76,000             |
| Otros asiáticos  | £50,000             |
| Africano negro   | £21,000             |
| Bangladés        | £15,000             |

Entre la población en edad de trabajar, con las pensiones excluidas, los indios británicos tienen la riqueza total media más alta en 178,980 £ :
| Grupo étnico              | Riqueza media total (excluidas las pensiones) |
| ------------------------- | --------------------------------------------- |
| Indio                     | £178,980                                      |
| Blanco británico          | £174,007                                      |
| Negro caribeño            | £62,702                                       |
| Otros grupos minoritarios | £41,500                                       |

Según las cifras oficiales, los indios británicos tienen los niveles de pago promedio más altos en el Reino Unido entre todos los grupos étnicos:
| Grypo étnico      | Promedio de pago por hora (octubre-diciembre de 2016) |
| ----------------- | ----------------------------------------------------- |
| Indio             | £15.81                                                |
| Mezclado          | £14.61                                                |
| Blanco            | £13.75                                                |
| Negro             | £11.88                                                |
| Pakistaní/Bengalí | £11.42                                                |

Las cifras del gobierno del Reino Unido también demuestran que los indios británicos tienen la mayor proporción de trabajadores en ocupaciones profesionales y de gestión, de todos los grupos étnicos en el Reino Unido:
| Grupo étnico      | Porcentaje de trabajadores en ocupaciones profesionales y directivas. |
| ----------------- | --------------------------------------------------------------------- |
| Indio             | 43%                                                                   |
| Otros             | 34%                                                                   |
| Blanco            | 31%                                                                   |
| Mezclado          | 30%                                                                   |
| Pakistaní/Bengalí | 27%                                                                   |
| Negro             | 25%                                                                   |

### Educación
Según las estadísticas oficiales del Gobierno del Reino Unido, los alumnos indios británicos tienen un alto nivel de rendimiento académico de promedio. El 77% de los alumnos indios británicos obtuvo calificaciones de A* a C en inglés y matemáticas en el año académico 2015-2016, superado únicamente por los alumnos chinos, de los cuales el 83% obtuvo calificaciones de A* a C en inglés y matemáticas.
En A-Level, en el año académico 2016-2017, el 15,3% de los alumnos indios británicos obtuvieron al menos 3 calificaciones 'A' en A-Level, y únicamente el grupo étnico chino (24,8%) logró el mismo índice de referencia a un nivel más alto.